# Miedik Gazoprowod
Miedik Gazoprowod (ros. Футбольный клуб «Медик» Газопровод, Futbolnyj Kłub "Miedik" Gazoprowod) – rosyjski klub piłkarski z siedzibą w Gazoprowodie, w obwodzie moskiewskim.

## Historia
Chronologia nazw:
- 2000: Dinamo-MGO-Mostransgaz Moskwa (ros. «Динамо-МГО-Мострансгаз» Москва)
- 2001: Mostransgaz Sielatino (ros. «Мострансгаз» Селятино)
- 2002: Mostransgaz Gazoprowod (ros. «Мострансгаз» Газопровод)
- 2003: Miedik Gazoprowod (ros. «Медик» Газопровод)

Piłkarska drużyna Dinamo-MGO-Mostransgaz została założona w 2000 w mieście Moskwa.
W tym że roku zespół występował najpierw w Mistrzostwach Rosji spośród zespołów amatorskich, a w 2001 w Amatorskiej Lidze i reprezentował już Sielatino.
W 2002 klub przeniósł się do Gazoprowodu, jednak mecze dalej rozgrywał na stadionie w Sielatino. Również debiutował w Drugiej Dywizji, grupie Centralnej.
Przed rozpoczęciem sezonu 2003 zmienił nazwę na Miedik Gazoprowod, ale nie otrzymał licencji i został rozwiązany.